# سعید مظفری
سعید مظفری (زاده۱۳۲۱) دوبلور و مدیر دوبلاژ برجسته ایرانی است. او صدای جوان و دلنشینی دارد.
از جمله کارهایش می‌توان به گویندگی به جای کلینت ایستوود در فیلم‌های خوب، بد، زشت و به خاطر یک مشت دلار، دمین توماس در نقش زید در فیلم محمد رسول‌الله و ریوزو شوهر شخصیت اصلی داستان (اوشین) در سریال سال‌های دور از خانه و همچنین صدای ریک گرایمز در سریال پرطرفدار مردگان متحرک و راگنار لودبروک در سریال پرمخاطب وایکینگ‌ها اشاره کرد. همچین وی گوینده اصلی نقش‌های رایان اونیل بود و نقش‌های بسیاری را نیز به جای پیرس برازنان، متیو مک‌کانهی، برد پیت و جکی چان صحبت کرده‌است.
او فعالیت در زمینهٔ دوبله را از حدود سال ۱۳۴۱ آغاز و به واسطهٔ زرندی وارد دوبله می‌شود و اولین نقش کوتاهی که می‌گوید در فیلم معجزه با بازی راجر مور است.

## برخی از آثار

### به عنوان صداپیشه
| سال شمسی | سال میلادی | عنوان فیلم                            | بازیگر (شخصیت)                                     |
| -------- | ---------- | ------------------------------------- | -------------------------------------------------- |
| ۱۳۴۳     | ۱۹۶۴       | به خاطر یک مشت دلار                   | کلینت ایستوود (مرد بدون نام)                       |
| ۱۳۴۴     | ۱۹۶۵       | به خاطر چند دلار بیشتر                | کلینت ایستوود (مانکو یا مرد بدون نام)              |
| ۱۳۴۵     | ۱۹۶۶       | خوب، بد، زشت                          | کلینت ایستوود (بلوندی)                             |
| ۱۳۵۴     | ۱۹۷۵       | بری لیندون                            | رایان اونیل                                        |
| ۱۳۵۲     | ۱۹۷۳       | ماه کاغذی                             | رایان اونیل                                        |
| ۱۳۴۹     | ۱۹۷۰       | داستان عشق                            | رایان اونیل                                        |
| ۱۳۳۹     | ۱۹۶۰       | حفره                                  | مارک میشل (کلود گاسپارد)                           |
| ۱۳۵۰     | ۱۹۷۱       | بده در راه خدا                        | تقی مختار (ناصر)                                   |
|          | ۱۹۷۳       | به من می‌گن هیچ‌کس                      | ترنس هیل (دوبلهٔ سوم)                               |
| ۱۳۵۳     | ۱۹۷۵       | دیوار                                 | آمیتاب باچان                                       |
| ۱۳۵۷     | ۱۹۷۸       | کاروان‌ها                              | مایکل سارازین                                      |
| ۱۳۵۷     | ۱۹۷۹       | فاتح سرنوشت                           | وینود کانا                                         |
| ۱۳۶۴     | ۱۹۸۵       | یوزپلنگ                               | رضا رویگری                                         |
| ۱۳۶۴     | ۱۹۸۵       | آوار                                  | مجید مظفری                                         |
| ۱۳۶۴     | ۱۹۸۵       | تیغ و ابریشم                          | مجید مظفری                                         |
| ۱۳۶۴     | ۱۹۸۵       | مرد                                   | آمیتاب باچان                                       |
| ۱۳۶۵     | ۱۹۸۶       | مأموریت                               | علی شعاعی (مهندس مهران)                            |
| ۱۳۶۶     | ۱۹۸۷       | گل مریم                               | مجید مظفری (خسرو دهقان)                            |
| ۱۳۶۸     | ۱۹۸۹       | وسوسه                                 | رضا رویگری                                         |
| ۱۳۶۸     | ۱۹۸۹       | شب بیست و نهم                         | رضا رویگری (حسین)                                  |
| ۱۳۶۸     | ۱۹۸۹       | آخرین مهلت                            | رضا رویگری                                         |
| ۱۳۶۸     | ۱۹۸۹       | پرطاقت                                | سانجی دات                                          |
| ۱۳۶۹     | ۱۹۹۰       | جدال بزرگ                             | چنگیز وثوقی                                        |
| ۱۳۷۰     | ۱۹۹۱       | ایندراجیت                             | آمیتاب باچان                                       |
| ۱۳۷۱     | ۱۹۹۲       | خوش‌خیال                               | رضا رویگری (مهدی)                                  |
| ۱۳۷۲     | ۱۹۹۳       | یک دنیای بی‌نقص                        | کلینت ایستوود                                      |
| ۱۳۷۲     | ۱۹۹۳       | پزشک دهکده                            | جو لاندو (بایرون سالی)                             |
| ۱۳۷۳     | ۱۹۹۴       | هدف                                   | چنگیز وثوقی (محمود تیموری)                         |
| ۱۳۷۳     | ۱۹۹۴       | آرایش مرگ                             | مجید مظفری (علی)                                   |
| ۱۳۷۳     | ۱۹۹۴       | سرعت                                  | کیانو ریوز (افسر جک تراون)                         |
| ۱۳۷۴     | ۱۹۹۵       | دسپرادو                               | آنتونیو باندراس (ال ماریاچی)                       |
| ۱۳۷۴     | ۱۹۹۵       | گریز از مرگ                           | محمود دینی (صفاری)                                 |
| ۱۳۷۴     | ۱۹۹۵       | چشم طلایی                             | پیرس برازنان (جیمز باند)                           |
| ۱۳۷۵     | ۱۹۹۶       | تهاجم                                 | محمود دینی                                         |
| ۱۳۸۰     | ۱۹۹۶       | هشدار برای کبرا ۱۱                    | یوهانس براندروپ ( فرانک اشتولته ) ( دوبله دوم )    |
| ۱۳۷۵     | ۱۹۹۶       | پیروزی                                | سلمان خان                                          |
| ۱۳۷۵     | ۱۹۹۶       | گاومیش‌ها                              | محمود دینی                                         |
| ۱۳۷۶     | ۱۹۹۷       | عشق                                   | اجی دیوگن                                          |
| ۱۳۷۶     | ۱۹۹۷       | فردا هرگز نمی‌میرد                     | پیرس برازنان (جیمز باند)                           |
| ۱۳۷۷     | ۱۹۹۸       | ساعت شلوغی                            | جکی چان (کاراگاه لی)                               |
| ۱۳۷۷     | ۱۹۹۸       | نقاب زورو                             | آنتونیو باندراس (دیگو آلخاندرو مریتا)              |
| ۱۳۷۸     | ۱۹۹۹       | دنیا کافی نیست                        | پیرس برازنان (جیمز باند)                           |
| ۱۳۷۸     | ۱۹۹۹       | مومیایی                               | برندن فریزر                                        |
| ۱۳۷۹     | ۲۰۰۰       | کوه‌نشین: بازی پایانی                  | مدیر دوبلاژ و گوینده نقش "دانسن مک‌لود" (آدریان پل) |
| ۱۳۷۹     | ۲۰۰۰       | محبت‌ها                                | آمیتاب باچان                                       |
| ۱۳۸۰     | ۲۰۰۱       | ساعت شلوغی ۲                          | جکی چان (سربازرس لی)                               |
| ۱۳۸۰     | ۲۰۰۱       | یازده یار اوشن                        | برد پیت (راستی رایان)                              |
| ۱۳۸۰     | ۲۰۰۱       | آهسته و مخفیانه                       | سلمان خان                                          |
| ۱۳۸۰     | ۲۰۰۱       | دشمن پشت دروازه‌ها                     | جود لا (واسیلی زایتسف)                             |
| ۱۳۸۱     | ۲۰۰۲       | مرد عنکبوتی                           | ویلم دفو (نورمن آزبورن)                            |
| ۱۳۸۱     | ۲۰۰۲       | شکاک                                  | سلمان خان (سورج)                                   |
| ۱۳۸۱     | ۲۰۰۲       | روزی دیگر بمیر                        | پیرس برازنان (جیمز باند)                           |
| ۱۳۸۲     | ۲۰۰۳       | به نام تو                             | سلمان خان                                          |
| ۱۳۸۲     | ۲۰۰۳       | لونی تونز: بازگشت به مبارزه           | برندن فریزر                                        |
| ۱۳۸۲     | ۲۰۰۳       | قهرمان                                | سانی دیول                                          |
| ۱۳۸۲     | ۲۰۰۳       | ناخدا و فرمانده                       | راسل کرو                                           |
| ۱۳۸۲     | ۲۰۰۴       | خاکی                                  | اجی دیوگن (یاشوانت انگره)                          |
| ۱۳۸۳     | ۲۰۰۴       | دور دنیا در ۸۰ روز                    | جکی چان (لو زینگ)                                  |
| ۱۳۸۳     | ۲۰۰۴       | بتمن (انیمیشن سریالی)                 | بتمن بروس وین (رینو رومانو)                        |
| ۱۳۸۳     | ۲۰۰۴       | دوازده یار اوشن                       | برد پیت (راستی رایان)                              |
| ۱۳۸۴     | ۲۰۰۵       | آقا و خانم اسمیت                      | برد پیت (جان اسمیت)                                |
| ۱۳۸۴     | ۲۰۰۵       | افسانه زورو                           | آنتونیو باندراس (دیگو آلخاندرو مریتا)              |
| ۱۳۸۴     | ۲۰۰۵       | عشق و جنون                            | سلمان خان (آناند)                                  |
| ۱۳۸۴     | ۲۰۰۵       | چون فرشته                             | سیف علی خان                                        |
| ۱۳۸۴     | ۲۰۰۵       | اوج                                   | اجی دیوگن (جی جی)                                  |
| ۱۳۸۶     | ۲۰۰۷       | ساعت شلوغی ۳                          | جکی چان (سربازرس لی)                               |
| ۱۳۸۶     | ۲۰۰۷       | استقبال                               | آنیل کاپور                                         |
| ۱۳۸۶     | ۲۰۰۷       | مرد عنکبوتی ۳                         | ویلم دفو (نورمن آزبورن)                            |
| ۱۳۸۶     | ۲۰۰۷       | سوپرمن: دومزدی                        | آدام بالدوین (سوپرمن)                              |
| ۱۳۸۶     | ۲۰۰۷       | مسابقه زندگی                          | سیف علی خان (راجویر سینگ)                          |
| ۱۳۸۶     | ۲۰۰۷       | ده بالاتر از نه                       | سیف علی خان                                        |
| ۱۳۸۶     | ۲۰۰۷       | گورو                                  | آبیشک باچان (گورو)                                 |
| ۱۳۸۷     | ۲۰۰۸       | بخوان و بسوزان                        | برد پیت (چاد فلدایمر)                              |
| ۱۳۸۷     | ۲۰۰۸       | سیزده یار اوشن                        | برد پیت (راستی رایان)                              |
| ۱۳۸۷     | ۲۰۰۸       | یووراج                                | آنیل کاپور                                         |
| ۱۳۸۷     | ۲۰۰۸       | سرگذشت غریب بنجامین باتن              | برد پیت (بنجامین باتن)                             |
| ۱۳۸۸     | ۲۰۰۹       | حرامزاده‌های لعنتی                     | برد پیت (آلدو آپاچی)                               |
| ۱۳۸۸     | ۲۰۰۹       | شرلوک هولمز                           | جود لا (دکتر واتسن)                                |
| ۱۳۸۸     | ۲۰۰۹       | ۱۲ راند                               | جان سینا (کاراگاه دنی فیشر)                        |
| ۱۳۸۸     | ۲۰۰۹       | علاءالدین                             | آمیتاب باچان                                       |
| ۱۳۸۸     | ۲۰۰۹       | عشق امروزی                            | سیف علی خان                                        |
| ۱۳۸۹     | ۲۰۱۰       | همسایه جاسوس                          | جکی چان (باب هو)                                   |
| ۱۳۸۹     | ۲۰۱۰       | بچه کاراته                            | جکی چان (آقای هان)                                 |
| ۱۳۸۹     | ۲۰۱۰       | موعد مقرر                             | رابرت داونی جونیور (پیتر هایمن)                    |
| ۱۳۸۹     | ۲۰۱۰       | سه کارت                               | آمیتاب باچان                                       |
| ۱۳۸۹     | ۲۰۱۰       | شاهزاده ایران: شن‌های زمان             | جیک جیلنهال (دستان، شاهزاده پارس/ایران)            |
| ۱۳۸۹     | ۲۰۱۰       | توقف‌ناپذیر                            | کریس پاین (ویل کالسن)                              |
| ۱۳۸۹     | ۲۰۱۰       | مردگان متحرک                          | اندرو لینکولن (ریک گریمز)                          |
| ۱۳۸۹     | ۲۰۱۰       | لاست                                  | جاش هالووی (جیمز ساویر فورد)                       |
| ۱۳۸۹     | ۲۰۱۰       | پلید                                  | آبیشک باچان                                        |
| ۱۳۹۰     | ۲۰۱۱       | شرلوک هلمز: بازی سایه‌ها               | جود لا (دکتر واتسن)                                |
| ۱۳۹۰     | ۲۰۱۱       | وکیل لینکلن                           | متیو مک‌کانهی (میکی هالر)                           |
| ۱۳۹۰     | ۲۰۱۱       | مردان ایکس: کلاس اول                  | کوین بیکن (سباستین شاو)                            |
| ۱۳۹۰     | ۲۰۱۱       | سرنوشت یک مبارز                       | لی سئو جین (ژنرال گی‌بک)                            |
| ۱۳۹۱     | ۲۰۱۲       | انتقام‌جویان                           | مارک روفالو (دکتر بروس بنر/هالک)                   |
| ۱۳۹۱     | ۲۰۱۲       | مأموریت غیرممکن: پروتکل شبح           | آنیل کاپور (بریج نات)                              |
| ۱۳۹۱     | ۲۰۱۲       | بازیکنان                              | آبیشک باچان                                        |
| ۱۳۹۱     | ۲۰۱۲       | دفترچه امیدبخش                        | بردلی کوپر (پاتریزیو سولیتانو)                     |
| ۱۳۹۱     | ۲۰۱۲       | یادآوری کامل                          | کالین فارل (داگلاس/کارل)                           |
| ۱۳۹۱     | ۲۰۱۲       | ستیز                                  | آنیل کاپور                                         |
| ۱۳۹۱     | ۲۰۱۲       | انگلیش وینگلیش                        | آمیتاب باچان                                       |
| ۱۳۹۱     | ۲۰۱۲       | سفیدبرفی و شکارچی                     | کریس همسورث (شکارچی)                               |
| ۱۳۹۲     | ۲۰۱۳       | سریع و خشمگین ۶                       | پل واکر (برایان اوکانر)                            |
| ۱۳۹۲     | ۲۰۱۳       | موج ۳                                 | آبیشک باچان (جی دیکست)                             |
| ۱۳۹۲     | ۲۰۱۳       | گرگ وال استریت                        | متیو مک‌کانهی (مارک هنا)                            |
| ۱۳۹۲     | ۲۰۱۳       | دختر امپراتور                         | جون تائه سو (شاهزاده جین‌مو)                        |
| ۱۳۹۲     | ۲۰۱۳       | فهرست سیاه                            | جیمز اسپیدر (ریموند ردینگتون)                      |
| ۱۳۹۲     | ۲۰۱۳       | ۲ اسلحه                               | مارک والبرگ (مایکل استیگمن)                        |
| ۱۳۹۳     | ۲۰۱۴       | میان‌ستاره‌ای                           | متیو مک‌کانهی (کوپر)                                |
| ۱۳۹۳     | ۲۰۱۴       | عمارت‌های آجری                         | پل واکر (دامین کالیر)                              |
| ۱۳۹۳     | ۲۰۱۴       | جنون سرعت                             | مایکل کیتون (مونراچ مدن)                           |
| ۱۳۹۳     | ۲۰۱۴       | پلیس آهنی                             | مایکل کیتون (ریموند سلارز)                         |
| ۱۳۹۴     | ۲۰۱۵       | جلوه‌های ویژه                          | اجی دیوگن (ویجی)                                   |
| ۱۳۹۴     | ۲۰۱۵       | خشن ۷                                 | پل واکر (برایان اوکانر)                            |
| ۱۳۹۴     | ۲۰۱۵       | انتقام‌جویان: عصر اولتران              | مارک روفالو (دکتر بروس بنر/هالک)                   |
| ۱۳۹۴     | ۲۰۱۵       | چپ‌دست                                 | جیک جیلنهال (بیلی هوپ)                             |
| ۱۳۹۴     | ۲۰۱۵       | برادر باجرانگی                        | سلمان خان                                          |
| ۱۳۹۴     | ۲۰۱۵       | مرد مورچه‌ای                           | مایکل داگلاس (دکتر هنک پیم)                        |
| ۱۳۹۴     | ۲۰۱۵       | ناسور                                 | (قیس)                                              |
| ۱۳۹۵     | ۲۰۱۶       | محموله گرانبها                        | مارک پل گوسالر (جک)                                |
| ۱۳۹۵     | ۲۰۱۶       | اجبار ۲                               | جان آبراهام                                        |
| ۱۳۹۵     | ۲۰۱۶       | کاپیتان آمریکا: جنگ داخلی             | رابرت داونی جونیور                                 |
| ۱۳۹۶     | ۲۰۱۷       | مرد عنکبوتی: بازگشت به خانه           | مایکل کیتون (اِدرین تومز/کرکس                       |
| ۱۳۹۶     | ۲۰۱۷       | کونگ فو یوگا                          | جکی چان (جک)                                       |
| ۱۳۹۶     | ۲۰۱۷       | بیگانه تنها                           | جکی چان                                            |
| ۱۳۹۶     | ۲۰۱۷       | پادشاهان                              | اجی دیوگن                                          |
| ۱۳۹۶     | ۲۰۱۷       | برج تاریک                             | متیو مک‌کانهی (والتر)                               |
| ۱۳۹۶     | ۲۰۱۷       | ثور: رگناروک                          | مارک روفالو (دکتر بروس بنر/هالک)                   |
| ۱۳۹۷     | ۲۰۱۸       | حاشیه اقیانوس آرام                    | اسکات ایستوود                                      |
| ۱۳۹۷     | ۲۰۱۸       | انتقام‌جویان: جنگ ابدیت                | مارک روفالو (دکتر بروس بنر/هالک)                   |
| ۱۳۹۷     | ۲۰۱۸       | مرد مورچه‌ای و زنبورک                  | مایکل داگلاس (دکتر هنک پیم)                        |
| ۱۳۹۸     | ۲۰۱۹       | بازی تاج و تخت                        | نیکولای کاستر-والدو(جیمی لنیستر)                   |
| ۱۳۹۸     | ۲۰۱۹       | کاپیتان مارول                         | جود لا (یون راگ)                                   |
| ۱۳۹۸     | ۲۰۱۹       | انتقام‌جویان: پایان بازی               | مارک روفالو (دکتر بروس بنر/هالک)                   |
| ۱۳۹۸     | ۲۰۱۹       | به سوی ستارگان                        | برد پیت (روی مکبرید)                               |
| ۱۳۹۸     | ۲۰۱۹       | چاقوکشی                               | دنیل کریگ (کاراگاه بنوا بلاک)                      |
| ۱۳۹۸     | ۲۰۱۹       | وایکینگ‌ها                             | تراویس فیمل (رگنار)                                |
| ۱۳۹۸     | ۲۰۱۹       | آقایان                                | متیو مک‌کانهی (مایکل پیرسن)                         |
| ۱۳۹۹     | ۲۰۲۰       | دادگاه شیکاگو ۷                       | مایکل کیتون (رمزی کلارک)                           |
| ۱۳۹۹     | ۲۰۲۰       | مرد چاق                               | مل گیبسون (بابا نوئل)                              |
| ۱۴۰۰     | ۲۰۲۱       | لیگ عدالت زک اسنایدر                  | هنری کویل (سوپرمن)                                 |
| ۱۴۰۰     | ۲۰۲۱       | محافظ همسر یک آدم‌کش                   | آنتونیو باندراس (ارسطو پاپادوپولو)                 |
| ۱۴۰۰     | ۲۰۲۱       | محافظ                                 | مایکل کیتون (رامبرانت)                             |
| ۱۴۰۰     | ۲۰۲۱       | ماچوی گریان                           | کلینت ایستوود (ماچو)                               |
| ۱۴۰۰     | ۲۰۲۱       | رستاخیزهای ماتریکس                    | کیانو ریوز (توماس اندرسون/نئو)                     |
| ۱۴۰۰     | ۲۰۲۱       | مرد عنکبوتی: راهی به خانه نیست        | ویلم دفو (نورمن آزبورن)                            |
| ۱۴۰۱     | ۲۰۲۲       | مرد شمالی                             | ایثن هاک (پادشاه اوروندیل وار-راون)                |
| ۱۴۰۱     | ۲۰۲۲       | شهر گمشده                             | برد پیت (جک ترینر)                                 |
| ۱۴۰۱     | ۲۰۲۲       | قطار سریع‌السیر                        | برد پیت (لیدی باگ)                                 |
| ۱۴۰۱     | ۲۰۲۲       | گلس آنین: یک چاقوکشی اسرارآمیز        | دنیل کریگ (بنوا بلاک)                              |
| ۱۴۰۱     | ۲۰۲۳       | عملیات فورچون: ترفند جنگی             | هیو گرانت (سایموندز)                               |
| ۱۴۰۲     | ۲۰۲۳       | مرد مورچه‌ای و زنبورک: شیدایی کوانتومی | مایکل داگلاس (دکتر هنک پیم)                        |

### به عنوان داور
جادوی صدا
به عنوان مهمان
برنامه هنر دوبله به مجری‌گری ناصر ممدوح

## مستند نامه‌های شنیدنی
در سال ۱۳۹۸ زندگی خانوادگی و حرفه‌ای سعید مظفری در مستندی به نام «نامه‌های شنیدنی» به تصویر کشیده شد و از شبکه مستند سیما به نمایش درآمد.